# بالک، هلند
بالک (به هلندی: Balk) یک منطقهٔ مسکونی در هلند است که در گاسترلند واقع شده‌است. بالک ۴٬۰۹۰ نفر جمعیت دارد.